# هاینسویل، شهرستان برکلی، ویرجینای غربی
هاینسویل (به انگلیسی: Hainesville) یک منطقهٔ مسکونی در ایالات متحده آمریکا است که در شهرستان برکلی، ویرجینیای غربی واقع شده‌است.